# Daptonema buelkiensis
Daptonema buelkiensis is een rondwormensoort uit de familie van de Xyalidae.